# 斑腹八色鸫
斑腹八色鸫（学名：Hydrornis elliotii），是八色鸫科蓝八色鸫属的一种，分布于越南、泰国、老挝和柬埔寨。该物种的保护状况被评为无危。
斑腹八色鸫的平均体重约为91.0克。栖息地包括亚热带或热带的湿润低地林、亚热带或热带的旱林和亚热带或热带严重退化的前森林。